# Merinotus flaviceps
Merinotus flaviceps är en stekelart som beskrevs av Szepligeti 1915. Merinotus flaviceps ingår i släktet Merinotus och familjen bracksteklar. Inga underarter finns listade i Catalogue of Life.